# Sarus
Sarus was een Gotische stamhoofd en generaal in het Romeinse leger. In de periode tussen 406 en 412 speelde hij een niet onbelangrijke rol in de Romeinse en Gotische politiek. Men vermoedt dat hij een deel van het Gotische volk aanvoerde buiten de grenzen van het Romeinse Rijk en deelnam aan de invasie van Radagaisus in 405. Op het einde van de oorlog van Radegaisus liep hij over naar de zijde van het West-Romeinse Rijk. Hij was een telg van de Amalen, een adellijk Gotisch geslacht en concurrent van de Balten, waartoe de Visigotische broeders Alarik I en Athaulf behoorden. Met hen stond hij op vijandige voet. Een van zijn broers was Sigerik, die het Visigotische Rijk in 415 zeven dagen regeerde.

## De oorlog van Radegaisus
In contemporaine bronnen is niets over Sarus leven opgetekend voordat hij in 406 aan de zijde van Stilicho het bevel voerde over een Gotische strijdmacht van foederati. Historici als Heather en Wijnendaele vermoeden dat hij een deel van het Gotische volk vertegenwoordigde ten noorden en oosten van de benedenloop van de Donau. Hij zou zich hebben aangesloten bij Radagaisus, een Gotische vorst die de Goten in 405 vanuit de Grote Hongaarse Laagvlakte naar Italië leidde. Een groep Alanen en Vandalen trok gezamenlijk met de Goten op. De combinatie van Romeinse troepen en Gotische foederati, wist deze invasiemacht tijdens de Slag bij Faesulae (Fiesole) uiteindelijk te verslaan.
Volgens Wijnendaele kan Sarus komst ten tonele verklaard worden door hem te verbinden met een van de drie groepen waarin Radagaisus' leger was opgedeeld. Diens legermacht bestond namelijk uit twee divisies Goten en een divisie Alanen en Vandalen. Wijnendaele stoelt zijn hypothese op een raadselachtige zinsnede in het verslag van Orosius waarin Sarus en Uldin genoemd worden als leiders van de Goten en Hunnen en waarvan Orosius zegt: "die daarvoor nog vijanden waren". Uldin was aanvoerder van de Hunse hulptroepen die zich bij de de legermacht van Stilicho voegden.  In zijn optiek wordt hiermee duidelijk dat Sarus  en zijn mannen zich overgaven aan Stilicho in Faesulae en vervolgens door hem ingezet werden om Radagaisus' divisie te helpen verslaan terwijl deze Florence belegerde. 
Ook door Heather wordt aangevoerd dat achter Stilicho's verwerving van 12.000 van Radagaisus' beste krijgers "een aanzienlijke diplomatieke staatsgreep schuilgaat, want bij het Romeinse leger was het niet ongebruikelijk om tegenstanders om te kopen. Orosius' verslag van de gebeurtenissen bevat aanwijzingen die hierop wijzen. Vlak voor zijn beschrijving van de invasie van Radagaisus in Italië, voegt Orosius een cruciale maar vaak over het hoofd geziene opmerking toe: "Ik zal niets zeggen over de dodelijke gevechten tussen de barbaren onderling, toen twee divisies van de Goten, en vervolgens de Alanen en de Hunnen, elkaar vernietigden in verschillende slachtingen".  Door Orosius worden verder geen woorden meer gewijd aan de rest van deze geschiedenis, waardoor het onbekend is waar de slachting tussen de twee Gotische groepen plaatsvond en dus ook niet waar de Alanen en Hunnen met elkaar vochten.

## Campagne in Gallië tegen usurpator Constantijn III
Als generaal in dienst van keizer Honorius was Sarus in 407 actief tegen de Britse usurpator Constantijn III. Aan het hoofd van een Romeins leger versloeg en doodde hij Iustinianus, een van Constantijns’ generaals, en vervolgens bedroog en doodde hij een andere generaal, Nebiogastes. Daarna sloot Sarus Constantijn zelf in bij Valentia en sloeg een beleg om de stad. Echter toen een leger onder de generaals Edobichus en Gerontius naderde om Constantijn te ontzetten werd Sarus gedwongen het beleg na zeven dagen op te heffen en trok hij zich terug naar Italië, min of meer gedwongen om te vluchten. Toen Sarus zich terugtrok over de Alpen, werd zijn doortocht belemerd door opstandige grenstroepen uit Raetia, door Zosimus aangeduid als Bacaudae.  In ruil voor een veilige doorgang naar Italië moest hij zijn buit afstaan. 
Sarus speelde in de roerige periode na de dood van Stilicho in 408 een onduidelijke rol. Gedurende twee hield hij zich afzijdig in de strijd om de macht tussen keizer Honorius en de Visigotische aanvoerder Alarik. Een tijdje leek hij de beoogde opvolger van Stilicho, maar de keizer zag daar vanaf. Uiteindelijk dwarsboomde Sarus de definitieve integratie van Alarik’ in de westelijke leger bij de finale onderhandelingen tussen Honorius en Alarik, door deze onverhoeds aan te vallen bij Ravenna, waarna Alarik de onderhandelingen afbrak en zich opmaakte om de stad Rome binnen te trekken. 

## Dood en nasleep
Sarus bleef in dienst van Honorius. Als hij in 412 optrekt tegen Jovinus, een usurpator in Noord-Gallië, die gesteund wordt door Athaulf, loopt Sarus in een hinderlaag. Hij wordt gevangengenomen en kort daarna gedood door de Gotische koning.
Sarus was actief in een uiterst verwarde periode, niettemin drukte hij zijn stempel op grote en kleine gebeurtenissen van die jaren als een figuur van enig belang. Helaas geven de overleverde bronnen een zeer onsamenhangend beeld van hem, maar hij maakte duidelijk indruk op tijdgenoten, die hem beschrijven als "een dappere en onoverwinnelijke krijger", met "prachtige heldendom",  die "alle andere bondgenoten in macht en rang uitblies" en in "onverschrokkenheid" en "ervaring".